# Farouk Ben Mustapha
Farouk Ben Mustapha (arabe : فاروق بن مصطفى), né le 1er juillet 1989 à Bizerte en Tunisie, est un footballeur international tunisien évoluant au poste de gardien de but entre 2007 et 2022.

## Carrière
Il évolue depuis son enfance au sein du Club athlétique bizertin, où il occupe le poste de gardien de but.
Le 1er octobre 2009, il reçoit sa première convocation pour jouer au sein de l'équipe nationale. Il fait partie des joueurs sélectionnés pour la coupe d'Afrique des nations 2010 mais ne joue son premier match que le 15 juin 2012 contre l'Iran. En 2021, il devient le gardien de but titulaire de l'équipe nationale, sous la direction du sélectionneur Mondher Kebaier.
À l'issue d'une saison 2011-2012 au Club athlétique bizertin ponctuée par un titre de vice-champion de Tunisie, de nombreux clubs français, dont le SCO Angers, l'OGC Nice et le Valenciennes FC, s'intéressent au portier sous contrat jusqu'en juin 2014. Il rejoint alors le Club africain.
Le 3 juillet 2017, il signe en faveur d'Al-Shabab Riyad pour deux ans.
En octobre 2020, il signe un contrat de deux ans avec l'Espérance sportive de Tunis.

## Palmarès

### En clubs
- Championnat de Tunisie (3) : 2015, 2021 et 2022
- Coupe de Tunisie (2) : 2013 et 2017
- Supercoupe de Tunisie (1) : 2021

### En sélection
- Championnat d'Afrique des nations (1) : 2011
- Coupe arabe des nations (0) : finaliste en 2021